# Karol Zalewski
Karol Zalewski (ur. 7 sierpnia 1993 w Reszlu) – polski lekkoatleta, specjalizujący się w biegach sprinterskich, mistrz olimpijski w sztafecie mieszanej 4 × 400 metrów.

## Kariera
Pochodzący z Reszla zawodnik początkowo grał w piłkę nożną w miejscowym klubie Orlęta Reszel. Jego pierwszą trenerką lekkoatletyczną była Bronisława Ludwichowska, a później przez lata jego trenerem był Zbigniew Ludwichowski. Podczas debiutu na imprezie międzynarodowej, w 2011 na mistrzostwach Europy juniorów w Tallinnie, nabawił się kontuzji i nie mógł wystartować w biegu na 200 metrów oraz sztafecie. Rok później w Barcelonie na mistrzostwach świata juniorów był czwarty w biegu na 200 metrów i sztafecie 4 × 100 metrów oraz zdobył srebrny medal w biegu rozstawnym 4 × 400 metrów. W lipcu 2013 został w Tampere młodzieżowym mistrzem Europy w biegu na 200 metrów oraz wraz z kolegami zdobył srebro w sztafecie sprinterskiej. Podczas mistrzostw świata w Moskwie (2013) dotarł do półfinału w rywalizacji na 200 metrów oraz wraz z kolegami nie awansował do finału biegu rozstawnego. 8 marca 2015 podczas Halowych mistrzostw Europy w Pradze zdobył srebrny medal w sztafecie 4 × 400 metrów. W lipcu 2015 obronił, jako pierwszy sprinter w historii, tytuł młodzieżowego mistrza Europy.
W 2018 biegł na pierwszej zmianie polskiej sztafety 4 × 400 metrów, która triumfowała w halowych mistrzostwach świata i ustanowiła wynikiem 3:01,77 halowy rekord świata w tej konkurencji.
Reprezentant kraju na drużynowych mistrzostwach Europy.
Medalista mistrzostw Polski seniorów ma w dorobku sześć złotych (Toruń 2013 – biegi na 100 i 200 metrów, Szczecin 2014 – biegi na 100 i 200 metrów, Kraków 2015 – bieg na 200 metrów oraz Bydgoszcz 2016 – bieg na 100 metrów) i jeden srebrny (Kraków 2015 – bieg na 100 metrów) medal. Stawał na podium halowych mistrzostw Polski seniorów zdobywając pięć złotych medali (Sopot 2014 – bieg na 200 metrów, Toruń 2015 – biegi na 200 i 400 metrów, Toruń 2016 – bieg na 200 metrów i Toruń 2021 – bieg na 400 metrów) oraz srebro (Spała 2013 – bieg na 200 metrów). Złoty medalista mistrzostw Polski w kategoriach: kadetów, juniorów oraz młodzieżowców.
W 2021 zdobył złoty medal w sztafecie mieszanej 4 × 400 metrów na igrzyskach olimpijskich w Tokio. W biegu finałowym sztafetę tworzył wraz z Natalią Kaczmarek, Justyną Święty-Ersetic i Kajetanem Duszyńskim.
W 2021 został odznaczony Krzyżem Oficerskim Orderu Odrodzenia Polski.

## Osiągnięcia
| Rok  | Impreza                                 | Miejsce        | Konkurencja                 | Pozycja     | Wynik   |
| ---- | --------------------------------------- | -------------- | --------------------------- | ----------- | ------- |
| 2011 | Mistrzostwa Europy juniorów             | Tallinn        | bieg na 200 m               | eliminacje  | DSQ     |
| 2012 | Mistrzostwa świata juniorów             | Barcelona      | sztafeta 4 × 100 m          | 4. miejsce  | 39,47   |
| 2012 | Mistrzostwa świata juniorów             | Barcelona      | bieg na 200 m               | 4. miejsce  | 20,54   |
| 2012 | Mistrzostwa świata juniorów             | Barcelona      | sztafeta 4 × 400 m          | 2. miejsce  | 3:05,05 |
| 2013 | Superliga drużynowych mistrzostw Europy | Gateshead      | sztafeta 4 × 100 m          | 3. miejsce  | 38,71   |
| 2013 | Superliga drużynowych mistrzostw Europy | Gateshead      | bieg na 200 m               | –           | DSQ     |
| 2013 | Młodzieżowe mistrzostwa Europy          | Tampere        | bieg na 200 m               | 1. miejsce  | 20,41   |
| 2013 | Młodzieżowe mistrzostwa Europy          | Tampere        | sztafeta 4 × 100 m          | 2. miejsce  | 38,81   |
| 2013 | Mistrzostwa świata                      | Moskwa         | bieg na 200 m               | półfinał    | 20,66   |
| 2013 | Mistrzostwa świata                      | Moskwa         | sztafeta 4 × 100 m          | eliminacje  | 38,51   |
| 2014 | Mistrzostwa Europy                      | Zurych         | bieg na 200 m               | 8. miejsce  | 20,58   |
| 2014 | Mistrzostwa Europy                      | Zurych         | sztafeta 4 × 100 m          | 6. miejsce  | 38,85   |
| 2015 | Halowe mistrzostwa Europy               | Praga          | bieg na 400 m               | półfinał    | 46,84   |
| 2015 | Halowe mistrzostwa Europy               | Praga          | sztafeta 4 × 400 m          | 2. miejsce  | 3:02,97 |
| 2015 | Młodzieżowe mistrzostwa Europy          | Tallinn        | bieg na 200 m               | 1. miejsce  | 20,49   |
| 2015 | Mistrzostwa świata                      | Pekin          | bieg na 200 m               | eliminacje  | 20,77   |
| 2016 | Mistrzostwa Europy                      | Amsterdam      | bieg na 200 m               | półfinał    | 20,69   |
| 2016 | Mistrzostwa Europy                      | Amsterdam      | sztafeta 4 × 100 m          | 6. miejsce  | 38,69   |
| 2016 | Igrzyska olimpijskie                    | Rio de Janeiro | bieg na 200 m               | eliminacje  | 20,54   |
| 2017 | Superliga drużynowych mistrzostw Europy | Lille          | bieg na 200 m               | 6. miejsce  | 20,87   |
| 2017 | Superliga drużynowych mistrzostw Europy | Lille          | sztafeta 4 × 100 m          | 7. miejsce  | 39,21   |
| 2018 | Halowe mistrzostwa świata               | Birmingham     | sztafeta 4 × 400 m          | 1. miejsce  | 3:01,77 |
| 2018 | Mistrzostwa Europy                      | Berlin         | bieg na 400 m               | 4. miejsce  | 45,34   |
| 2018 | Mistrzostwa Europy                      | Berlin         | sztafeta 4 × 400 m          | 5. miejsce  | 3:02,27 |
| 2019 | Halowe Mistrzostwa Europy               | Glasgow        | bieg na 400 m               | półfinał    | DNS     |
| 2021 | World Athletics Relays                  | Chorzów        | sztafeta 4 × 200 m          | –           | DQ      |
| 2021 | World Athletics Relays                  | Chorzów        | sztafeta 4 × 400 m          | eliminacje  | 3:05,04 |
| 2021 | Igrzyska olimpijskie                    | Tokio          | sztafeta mieszana 4 × 400 m | 1. miejsce  | 3:09,86 |
| 2022 | Mistrzostwa świata                      | Eugene         | sztafeta 4 × 400 m          | 9. miejsce  | 3:02,51 |
| 2022 | Mistrzostwa świata                      | Eugene         | sztafeta mieszana 4 × 400 m | 4. miejsce  | 3:12,31 |
| 2022 | Mistrzostwa Europy                      | Monachium      | bieg na 400 m               | 6. miejsce  | 45,62   |
| 2022 | Mistrzostwa Europy                      | Monachium      | sztafeta 4 × 400 m          | eliminacje  | 3:02,95 |
| 2023 | I dywizja drużynowych mistrzostw Europy | Chorzów        | bieg na 400 m               | 12. miejsce | 45,95   |
| 2023 | Mistrzostwa świata                      | Budapeszt      | bieg na 400 m               | eliminacje  | 46,53   |
| 2023 | Mistrzostwa świata                      | Budapeszt      | sztafeta mieszana 4 × 400 m | 8. miejsce  | 3:15,49 |
| 2024 | Mistrzostwa Europy                      | Rzym           | bieg na 400 m               | eliminacje  | 45,80   |
| 2024 | Mistrzostwa Europy                      | Rzym           | sztafeta 4 × 400 m          | eliminacje  | DQ      |
| 2024 | Mistrzostwa Europy                      | Rzym           | sztafeta mieszana 4 × 400 m | 7. miejsce  | 3:15,32 |
| 2024 | Igrzyska olimpijskie                    | Paryż          | sztafeta 4 × 400 m          | eliminacje  | 3:01,21 |
| 2024 | Igrzyska olimpijskie                    | Paryż          | sztafeta mieszana 4 × 400 m | 7. miejsce  | 3:12,39 |

## Rekordy życiowe
- Bieg na 100 metrów
  - 10,25 s. (29 czerwca 2013, Bydgoszcz); 11. wynik w historii polskiej lekkoatletyki[16]
  - 10,24 s. (19 lipca 2013, Toruń); przy wietrze +2,4 m/s[16]
- Bieg na 150 metrów – 15,26 s. (11 czerwca 2014, Łomża); 2. wynik w historii polskiej lekkoatletyki[17]
- Bieg na 200 metrów – 20,26 s. (28 lipca 2013, Sopot); 3. wynik w historii polskiej lekkoatletyki[16]
- Bieg na 200 metrów (hala) – 20,64 s. (18 lutego 2018, Toruń)
- Bieg na 300 metrów – 31,93 s. (7 września 2014, Rieti); rekord Polski
- Bieg na 300 metrów (hala) – 32,60 s. (25 stycznia 2018, Ostrawa); nieoficjalny halowy rekord Polski
- Bieg na 400 metrów – 45,11 s. (8 sierpnia 2018, Berlin); 3. wynik w historii polskiej lekkoatletyki[16]
- Bieg na 400 metrów (hala) – 46,20 s. (16 lutego 2018, Toruń); 4. wynik w historii polskiej lekkoatletyki